# 아토촌
아토촌(安登村)은 히로시마현 도요타군에 있던 촌이다. 현재의 구레시의 일부에 해당한다